# Pseudolucia collina
Pseudolucia collina är en fjärilsart som beskrevs av Philippi 1860. Pseudolucia collina ingår i släktet Pseudolucia och familjen juvelvingar. Inga underarter finns listade.